# George Valentine Nash
George Valentine Nash (1864 — 1921) foi um botânico norte-americano.
Foi jardineiro-chefe do jardim botânico de Nova Iorque.